# Gisko
Gisko of Giskon was een Carthaags generaal. Hij was de zoon van Hanno en de vader van Hamilcar. Hij vocht tegen Timoleon op Sicilië.
Gisko werd door Carthago verbannen nadat zijn broer Hamilcar, die werd beschouwd als een van de beste Carthaagse generaals, was beschuldigd van "het ondermijnen van de vrijheid van het volk" en vervolgens ter dood gebracht werd. In 344 v.Chr. vroegen de inwoners van Syracuse hun moederstad Korinthe om hulp tegen tiran Hicetas van Leontini, die Syracuse bezet had. Timoleon werd unaniem gekozen om de stad te hulp te schieten. Deze landde bij Tauromenium en versloeg Hicetas bij Adranum. Hicetas trok zich terug in Syracuse en riep Carthago te hulp. Timoleon versloeg het Carthaags leger in de Slag bij de Crimissus (340 of 339 v.Chr.).
In Carthago vreesde men dat Timoleon naar Afrika zou oversteken en in allerhaast werd de verbannen Gisko teruggeroepen en tot legeraanvoerder benoemd. In 338 v.Chr. zeilde Gisko met een uit Griekse huursoldaten bestaand leger naar Lilybaeum op Sicilië. Bij Iaitas wisten Gisco's soldaten een verkenningsgroep onder Timoleons cavaleriecommandant Euthymus te doden, maar dat kwam Timoleon eigenlijk niet slecht uit. Een aantal van de gedode soldaten had tijdens de Derde Heilige Oorlog namelijk meegedaan aan de heiligschennende plundering van de tempel van Delphi. Timoleon versloeg het leger van tiran Mamercus van Catania, waaronder een groot aantal Carthaagse hulptroepen, waarna op Gisko's initiatief hij en Timoleon vrede sloten. Carthago beloofde ten westen van de rivier Halykos te blijven en geen hulp meer te verlenen aan de Siciliaanse tirannen.